# Шрёдер, Герхард
Ге́рхард Фриц Курт Шрёдер (нем. Gerhard Fritz Kurt Schröder; род. 7 апреля 1944, Моссенберг-Вёрен, Свободное государство Липпе, Германия) — немецкий государственный и политический деятель. Федеральный канцлер ФРГ (1998—2005). Председатель Совета директоров компании «Роснефть» (2017—2022). Иностранный член Российской академии наук (2008). Почётный доктор наук Санкт-Петербургского университета.
В руководстве страной Шрёдеру предстояло выбрать между двумя концепциями преодоления кризиса — предложенной неолиберальными экономистами или той, на которой настаивали левые социал-демократы во главе с Оскаром Лафонтеном (повышение налогообложения более состоятельных слоёв общества). Шрёдер выбрал первый вариант, что привело к разрыву с Лафонтеном, который покинул руководство СДПГ. В то же время попытка Шрёдера приступить к выполнению программы урезания социальных прав граждан привела к стремительному падению поддержки СДПГ со стороны населения. Не сумев решить структурные экономические проблемы, Шрёдер едва не потерпел поражение на выборах 22 октября 2002 года. Только жёсткая оппозиция американскому вторжению в Ирак и эффективная помощь жертвам наводнения на востоке Германии в тот год помогли СДПГ получить небольшой перевес над ХДС.
Объявленная Шрёдером в 2003 году крупная программа социальных реформ не вернула ему популярность у населения. На фоне падения своей популярности Шрёдер ушёл в отставку с поста председателя партии немецких социал-демократов. После досрочных выборов в бундестаг 2005 году его на посту канцлера Германии сменила Ангела Меркель.
На посту канцлера Германии Шрёдер называл российского президента Владимира Путина «безупречным демократом». В декабре 2005 года он возглавил оператора Северо-Европейского газопровода, а с 2010 года начал занимать различные посты в российских энергетических компаниях. За близость с Владимиром Путиным в СМИ подозревался в коррупции и подвергался жёсткой критике, а также неоднократно назывался экспертами и журналистами ярким примером «путинферштеера».

## Ранние годы
Герхард Шрёдер родился 7 апреля 1944 года в Моссенберге, в нынешней федеральной земле Северный Рейн — Вестфалия, в семье рабочего. Отец Фриц Шрёдер, будучи призванным в вермахт, погиб в Румынии 4 октября 1944 года, мать Герхарда работала на ферме. После того как её второй супруг в 1966 году скончался от туберкулеза, ей пришлось одной воспитывать пятерых детей.
Посещал вечернюю школу, с 1958 года трудился помощником продавца скобяных изделий, строителем в Гёттингене. В 1963 году вступил в Социал-демократическую партию Германии (СДПГ). В 1964 году Шрёдер оставил учёбу в школе, работал учеником продавца в магазине скобяных товаров, рабочим на стройке.
С 1962 по 1964 год учился в вечерней школе, затем после двух лет учёбы в колледже стал обладателем аттестата, необходимого для получения высшего образования. С 1966 по 1971 год учился на юридическом факультете Гёттингенского университета, дважды — в 1971 и 1976 годах — сдавал государственные юридические экзамены, получил право на адвокатскую деятельность.
В молодости Шрёдер был сторонником марксистской теории, ратовал за охрану окружающей среды. Значительное влияние на него оказала волна студенческих протестов в конце 1960-х годов. Политическим героем Шрёдера был социал-демократический канцлер Вилли Брандт.
С 1969 года Шрёдер возглавлял геттингенское отделение молодёжной организации СДПГ — «Молодых социалистов», а затем её региональное отделение в Ганновере. С 1978 по 1980 год был федеральным председателем «Молодых социалистов». Его предшественник Уве Беннетер лишился поста из-за своего курса на сотрудничество с Германской коммунистической партией. Шредер отказался от идеи сотрудничества с коммунистами и полностью поддерживал руководство социал-демократов во главе с Гельмутом Шмидтом.
С 1978 по 1990 год занимался частной юридической практикой в Ганновере. Будучи партнёром в адвокатской конторе, он выступал на судебных процессах в защиту представителей КПГ и противников развития атомной энергетики в ФРГ.

## Политическая карьера

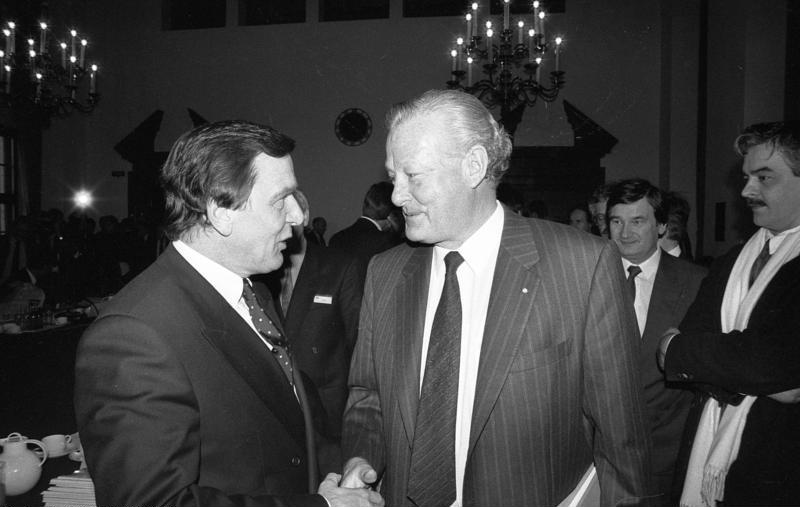
В 1990 году с Максом Штрайбелем

С 1980 по 1986 год был членом бундестага, с 1983 по 1993 год — председателем окружного отделения СДПГ в Ганновере. В парламенте Шрёдер занимал довольно левую позицию. Он выступал за борьбу с ростом цен на аренду недвижимости, входил в комиссию по проблёмам молодежи и настаивал, что государственные структуры должны проявлять «понимание» в отношении неформальных молодёжных движений.
В 1986 году был избран в ландтаг Нижней Саксонии и возглавил в нём фракцию СДПГ. С 1989 года — член президиума СДПГ.
21 июня 1990 года избран премьер-министром земли Нижняя Саксония, занимал этот пост до 1998 года. К этому периоду политическая позиция Шрёдера значительно сместилась вправо. На новом посту он применил суровые меры к участникам молодёжных беспорядков, провел через региональный парламент программу сокращения социального вспомоществования различным категориям граждан, осуществлял жёсткую политику по депортации иммигрантов. У Шрёдера установились связи с представителями крупного германского бизнеса. Он, в частности, вошёл в правление компании Volkswagen, банка Norddeutsche Landesbank и Deutsche Messe AG — организатора Ганноверских выставок-ярмарок.
В 1994 году был кандидатом от СДПГ на должность министра иностранных дел, однако партия проиграла выборы.
Влияние Шрёдера в партии неизменно возрастало. Он отвечал за экономическую, транспортную и энергетическую политику в теневом кабинете лидера социал-демократов Рудольфа Шарпинга. С 1994 по 1998 год был председателем отделения СДПГ в Нижней Саксонии. В 1998 году Шрёдер вновь стал членом бундестага и был избран федеральным канцлером Германии, одержав победу над Гельмутом Колем. В борьбе за выдвижение на пост главы правительства Шрёдер опередил двух однопартийцев — Шарпинга и левого претендента Оскара Лафонтена.

## Федеральный канцлер (1998—2005)

### Внутренняя политика
После 16-летнего пребывания СДПГ в оппозиции возглавляемая Шрёдером коалиция социал-демократов и зелёных пришла к власти в октябре 1998 года с обещаниями модернизации экономики, поддержки предпринимательства и сохранения системы социальной защиты. Победа социал-демократов в немалой степени объяснялась обещанием СДПГ положить конец росту безработицы и справиться с экономическим застоем в стране.
Во время первого срока Шрёдера министром иностранных дел стал Йошка Фишер, министром обороны — Рудольф Шарпинг, министром экономики — Оскар Лафонтен, министром внутренних дел — Отто Шили. 19 июля 2002 новым министром обороны стал Петер Штрук. В октябре 2002 министром экономики и труда стал Вольфганг Клемент.
В 2003 году канцлер выступил с революционным для социал-демократов планом реформ, названным «Agenda-2010» («Повестка-2010»). Этот проект предусматривал либерализацию трудового законодательства с целью стимулирования создания новых рабочих мест, ограничение расходов на здравоохранение, пенсионное и социальное обеспечение и изменения в социальной политике Германии, которые грозили ударить по наименее защищённым слоям населения. В частности, предполагалось упростить процедуру увольнения работников. К августу 2004 года Шрёдер достиг определённых успехов в борьбе с безработицей: число безработных в Германии сократилось до 3,7 млн человек, или 8,8 % трудоспособного населения. Однако проект «Agenda-2010» вызвал растущее недовольство однопартийцев Шрёдера, особенно их левой части. В результате в 2004 году Шрёдер вынужден был покинуть пост председателя СДПГ, который занимал с 1999 года.
Реформы Шрёдера не смогли исправить положение в стране. Некогда он пришёл к власти с обещаниями создать «новый центр» в германской политике и увеличить число рабочих мест. Шрёдер имел тогда неосторожность заявить, что его правительство не останется у власти, если ему не удастся сократить количество безработных. Во время первого срока политика снизилось число безработных, однако потом вновь начало расти и в феврале 2005 года превысило 5 млн человек. Кроме того, несмотря на попытки сократить государственные расходы, в Германии рос дефицит бюджета.
В 2004 ряды СДПГ покинуло большое число членов партии, стоящих на левых позициях. В 2005 году они вместе с бывшими коммунистами ГДР создали Левую партию. В том же году Шрёдер ушёл в отставку с поста главы СДПГ, а его преемником стал Франц Мюнтеферинг. В 2005 году политическая ситуация накалилась ещё больше: социал-демократы потерпели поражение на выборах в традиционно поддерживавшей их земле Северный Рейн — Вестфалия. Стало понятно, что реформаторский курс канцлера не вызывает достаточной поддержки у населения, однако Шрёдер не пожелал от него отказаться и инициировал в бундестаге вотум недоверия своему правительству. Канцлер объявил о решении СДПГ инициировать проведение досрочных национальных выборов уже в сентябре 2005, то есть за год до окончания срока его полномочий.
В результате 18 сентября 2005 года прошли досрочные парламентские выборы, на которых СДПГ уступила коалиции христианских партий ХДС/ХСС. Хотя результаты социологических опросов предсказывали ХДС/ХСС и их лидеру Ангеле Меркель решительную победу над социал-демократами, на деле христианские партии получили над СДПГ преимущество всего в 4 парламентских места (226 против 222). Такое положение вещей вынудило Меркель пойти на соглашение с социал-демократами по вопросу о создании правительства «большой коалиции», по которому 8 портфелей доставалось социал-демократам и 6 ХДС/ХСС. Шрёдер в новом федеральном правительстве места не получил или из-за собственного нежелания сотрудничать с Меркель (по этой версии, политик отказался от поста вице-канцлера), или по условиям коалиционного соглашения. 22 ноября 2005 года бундестаг утвердил Меркель во главе правительства.

### Внешняя политика

#### Запад
Под руководством Шрёдера Германия впервые после Второй мировой войны выступила на мировой арене с позиций силы. В 1999 году немецкие войска приняли участие в операции сил НАТО на Балканах. В марте этого года югославское правительство Слободана Милошевича отказалось от заключения мирного соглашения с сепаратистскими силами этнических албанцев в провинции Косово. За этим последовали удары НАТО по сербской территории, которые к июню вынудили Милошевича вывести югославские войска из Косово. В провинцию были отправлены миротворческие силы ООН и военнослужащие стран НАТО.
Как отмечали журналисты, вопрос об участии в косовском конфликте в Германии вызвал больше споров, чем в любой другой европейской стране. При поддержке партнёра по правительственной коалиции, министра иностранных дел и лидера «зелёных» Йошки Фишера, которому удалось подавить недовольство своих однопартийцев, канцлер в конце концов добился как одобрения парламентом операции НАТО, так и последующей отправки в Югославию немецких миротворцев в составе международного контингента. Операция НАТО в Косово вызвала значительное недовольство руководства России во главе с президентом Борисом Ельциным. Шрёдер впоследствии утверждал, что именно усилиями германской дипломатии Запад добился того, что Россия фактически не оказала действенной поддержки режиму Милошевича.

Внешнеполитический курс Шрёдера был направлен на активизацию позиции ФРГ на международной арене. Например, страна добивалась большего влияния в Европейском союзе. В то же время, по мнению критиков, внешней политике Шрёдера не хватало концептуальной основы. В 2001 году Германия вновь приняла участие в боевых действиях — в ходе организованной США войны в Афганистане, однако годом позже Шрёдер занял жёсткую позицию против запланированного американцами вторжения в Ирак, и именно это называли основной причиной его успеха на выборах 2002 года. Тогда ему удалось одержать победу с небольшим перевесом голосов. Хотя ФРГ позднее оказалась вовлечена в процесс иракского урегулирования (немцы, в частности, работали над подготовкой кадров для иракской армии и полиции), вопрос Ирака долгое время продолжал служить причиной напряжённости в американо-германских отношениях.

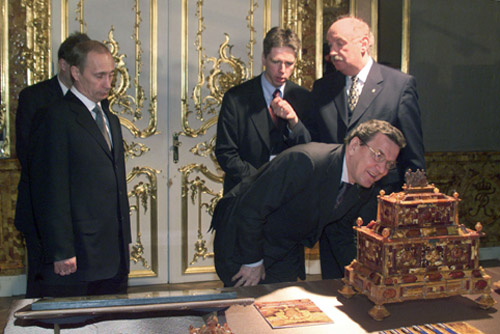
Царское Село, 10 апреля 2001 года

#### Россия
Неприятие иракской политики США стало одной из причин сближения Шрёдера с президентом России Владимиром Путиным — наряду с ключевым сотрудничеством двух стран в нефтегазовой отрасли. Между двумя лидерами установились дружеские отношения — не только на политическом уровне, но и на личном. Несмотря на критику политического курса российского руководства со стороны западных правительств и общественных организаций, Герхард Шрёдер неоднократно вставал на защиту Путина. Российский президент, в свою очередь, не скупился на поддержку и похвалы в адрес германского коллеги.

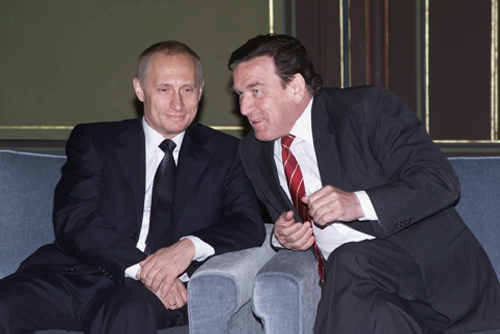
Веймар, Тюрингия, 9 апреля 2002 года

Германский канцлер ратовал за особо тесное сотрудничество Германии и России — двух стран, которые, по его словам, «окончательно преодолели рвы прошлого». По мнению обозревателей, это сотрудничество принесло немалую выгоду обеим сторонам. Шрёдер поддерживал стремление России к равноправному участию в работе G8 и вступлению в ВТО. Путин поддержал Германию в вопросе о подписании Киотского протокола по контролю над климатом. Благодаря дипломатии Шрёдера Путин не пошёл на эскалацию напряжения из-за Оранжевой революции 2004 года на Украине. Отношения Шрёдера с Путиным и сближение возглавляемых ими стран вызывало на Западе немалое недовольство. Особо рьяные критики даже говорили о существовании «пакта Шрёдера-Путина».

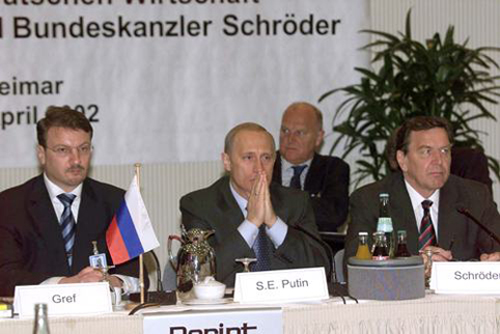
На встрече с представителями деловых кругов России и Германии в Веймаре, 2002 год

Отношение германской прессы и оппозиционных партий к российской власти (см. управляемая демократия) резко ухудшилось после того, как осенью 2004 года Владимир Путин предпринял ряд мероприятий, направленных на централизацию государственной власти.
Однако федеральное правительство Германии не поддержало требования оппозиции пересмотреть партнёрские отношения между Германией и Россией. Сам Герхард Шрёдер заявил в газетном интервью:
Россия важна для нас политически и экономически. Я действительно убеждён в том, что расширившийся Европейский союз поступает правильно, налаживая стратегическое партнёрство с Россией. Я хочу внести вклад в это дело, ибо твердо убеждён, что это партнёрство необходимо — в том числе с учётом европейской истории… Никто в Германии не должен быть заинтересован в нестабильности в России… я в настоящее время не вижу в Чечне каких-либо партнёров, с которыми российский президент мог бы разговаривать.
Позднее, общаясь с корреспондентами Süddeutsche Zeitung, Шрёдер вновь подтвердил, что у него нет намерения менять политику правительства в отношении России:
Если вы рассмотрите ситуацию в регионе с точки зрения того, какие политические и экономические последствия она может иметь для Германии, то поймёте, что никто не может быть заинтересован в том, чтобы ставить под вопрос территориальную целостность Российской Федерации». Шрёдер назвал сближение России и Евросоюза одной из долгосрочных перспектив, поскольку «нельзя гарантировать безопасность и благополучие единой Европы без стратегического партнёрства с Россией.
В качестве гостей на параде в честь 60-летия Победы присутствовали бывшие военнослужащие вермахта, приехавшие в составе немецкой делегации во главе с канцлером Германии Герхардом Шрёдером.

## После канцлерства

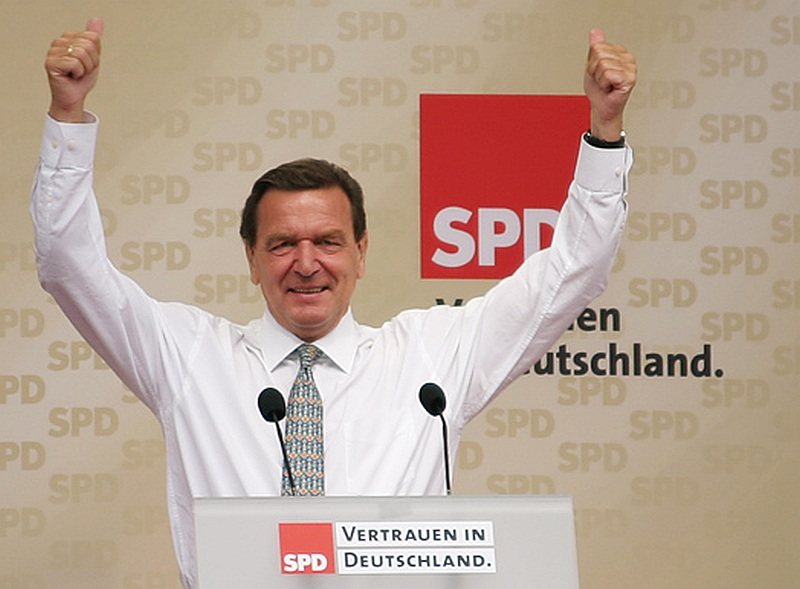
Герхард Шрёдер, 2005 год

После поражения на парламентских выборах в сентябре 2005 года Герхард Шрёдер отдалился от политики и стал работать в нефтегазовом бизнесе: эта его карьера оказалась тесно связана с Россией. В конце 2005 года экс-канцлер стал председателем наблюдательного совета «Северо-европейской газопроводной компании», которая начала работу над «Северным потоком», а в 2006 году — возглавил комитет её акционеров. В сентябре 2005 года, незадолго до парламентских выборов в Германии, Шрёдером и Путиным было подписано соглашение о прокладке по дну Балтийского моря трубопровода, стоимость которого оценивалась в 4,7 млрд долларов. Именно от Путина исходила инициатива приглашения Шрёдера в руководство компании. В Германии согласие экс-канцлера на работу в этом проекте вызвало неодобрение, в том числе и у представителей СДПГ. Вне нефтегазовой сферы Шрёдер консультировал международный инвестиционный банк Rothschild Group, а также швейцарское издательство Ringier. Кроме того, бывший политик сотрудничал с американским агентством Harry Walker, занимавшимся организацией лекций по всему миру.
В одном из интервью 2006 года Шрёдер подтвердил характеристику, которую он ещё в период канцлерства давал российскому президенту: «демократ чистой воды». Речь о доверии Путину шла и в мемуарах Шрёдера «Решения. Моя жизнь в политике», которые были опубликованы осенью 2006 года. Скандал вызвали присутствовавшая в мемуарах критика президента США Джорджа Буша, а также утверждение об отсутствии лидерских качеств у Меркель. Презентация русского перевода мемуаров Шрёдера состоялась в сентябре 2007 года, предисловие к русскоязычному изданию написал занимавший в то время пост первого вице-премьера России Дмитрий Медведев.
Шрёдер выступал в качестве союзника России в экономике и внешней политике. Так, в ходе дебатов об энергетическом сотрудничестве Германии и России он настаивал на сохранении тесного партнёрства, в котором он был теперь лично заинтересован. Помимо этого Шрёдер негативно отзывался об американской политике дистанцирования от России и планах США по размещению сил противоракетной обороны в Европе в 2008 году выступал с критикой западных стран, вопреки позиции России признавших независимость Косово, а после российско-грузинской войны возложил вину за начало боевых действий на грузинскую сторону и показал себя противником вступления Украины и Грузии в НАТО.

В конце мая 2008 года Шрёдеру было присуждено звание члена-корреспондента РАН за заслуги в европейско-российских отношениях. На тот момент научная деятельность бывшего политика сводилась к репетиторству в студенческие годы, написанию нескольких статей и мемуаров и выступлению с докладами. В январе 2009 года Шрёдер, представлявшийся в качестве эксперта в области взаимоотношений с Россией, вошёл в состав совета директоров британско-российской нефтяной компании ТНК-BP, незадолго до этого пережившей конфликт между российскими и британскими акционерами, в результате которого руководитель компании Роберт Дадли был вынужден покинуть свой пост. В декабре 2011 года Шрёдер вышел из совета директоров ТНК-BP из-за очередного конфликта акционеров.

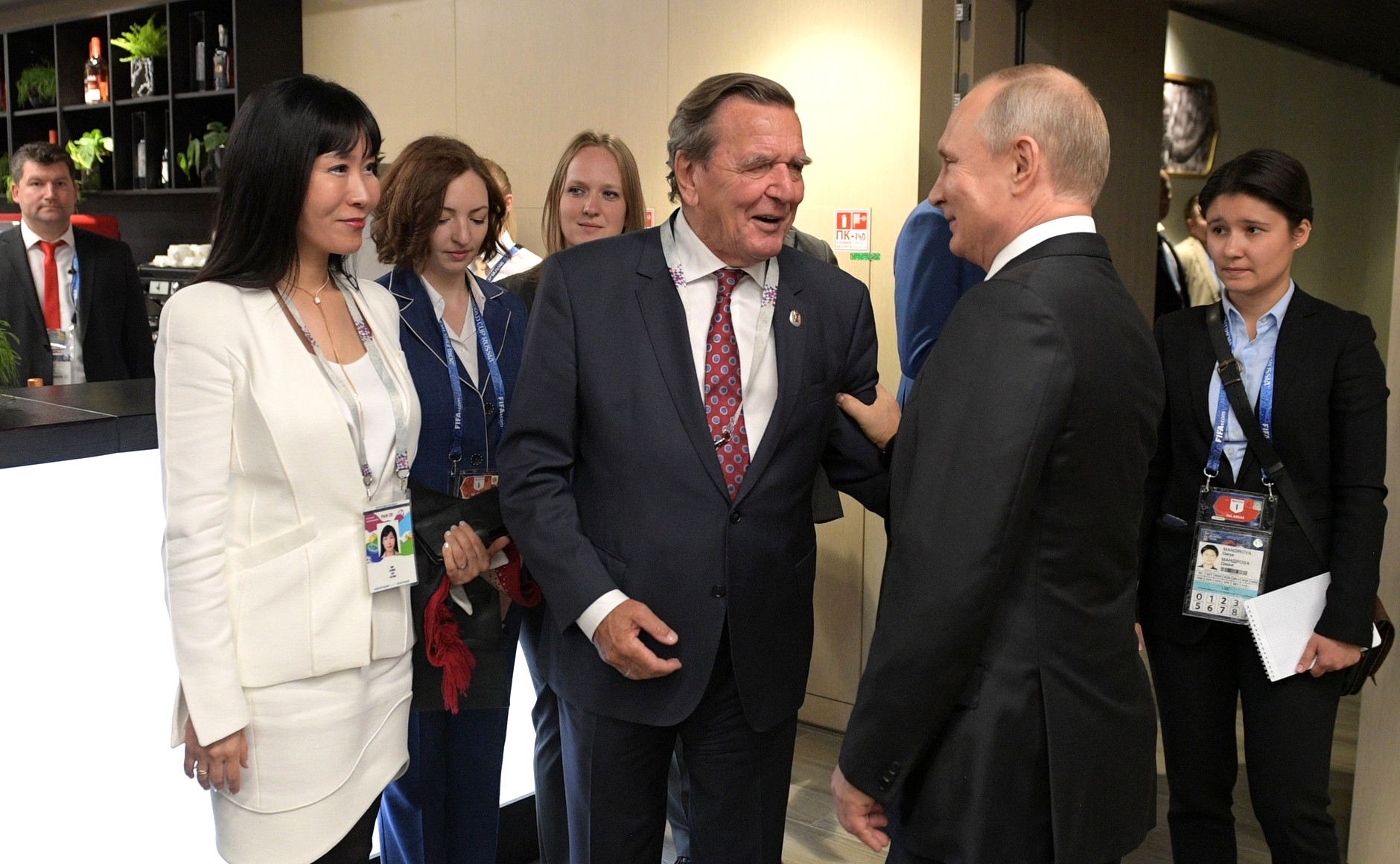
Шрёдер и Ким Со Ён (слева) с Владимиром Путиным. Москва, 14 июня 2018 года

29 сентября 2017 года на внеочередном общем собрании акционеров ПАО «НК „Роснефть“» в Санкт-Петербурге Герхард Шрёдер единогласно был избран председателем совета директоров «НК „Роснефть“». 3 июня 2021 года стало известно, что он переизбран председателем совета директоров «Роснефти». Его зарплата на этом посту составляла 600 тыс. долл.
В 2020 году предложил отменить санкции против России. Шрёдер преуменьшал в немецких СМИ значение отравления оппозиционного политика Алексея Навального.
В феврале 2022 года был выдвинут кандидатом в состав совета директоров российской государственной компании Газпром, заняв место председателя Казахстанской ассоциации организаций нефтегазового и энергетического комплекса Kazenergy и зятя бывшего президента Казахстана Нурсултана Назарбаева Тимура Кулибаева.

### Вторжение России на Украину
В 2022 году экс-канцлер Шрёдер призвал Россию прекратить войну с Украиной На фоне вторжения России на Украину он отказался уходить с должностей в российских компаниях, несмотря на призывы сделать это со стороны всего немецкого политического спектра, включая канцлера от СДПГ Олафа Шольца. Безуспешно пытался выступить посредником между воюющими сторонами.
В знак протеста после начала войны подали в отставку все сотрудники парламентского офиса Шрёдера, включая его руководителя аппарата и спичрайтера с 20-летним стажем, которые работали с ним со времён канцлерства. Политик был лишён почётного гражданства Ганновера, ранее такое было лишь посмертно с Адольфом Гитлером. Спортивное общество «Боруссия Дортмунд» лишило его статуса почётного члена. В мае немецкий парламентский комитет по бюджету принял решение, что политик должен оставить кабинет в бундестаге. 8 августа первичная ячейка СДПГ Ганновер-Остштадт/Цоо, изучив предложение 17 районных и городских отделений, не нашла в деятельности Шрёдера нарушений устава и принципов партии, дающих повод для его исключения.
В конце июля Герхард Шрёдер посетил Москву, где встретился с Владимиром Путиным. В интервью журналу Stern он заявил, что не намерен прекращать переговоры, «которые законны и не принесут неприятностей мне и моей семье». Шрёдер сообщил, что власти России готовы к переговорам с Украиной, отметил роль Турции в проведении диалогов, заметив, что для решения конфликта необходимы «уступки с обеих сторон». Комментируя свою дружбу с Путиным, Герхард Шрёдер не допустил того, что она может быть разрушена: «Действительно ли личное дистанцирование от Владимира Путина принесёт кому-нибудь пользу? Я принял решения, я их придерживаюсь и я ясно дал понять: может быть, я снова могу быть полезен. Так почему я должен извиняться?».
В августе подал в суд на парламент страны с требованием восстановить отозванные у него привилегии бывшего главы правительства. Он и его адвокат уверены, что депутаты незаконно лишили его офиса в правительстве.
Как бывший канцлер, Шрёдер получает ежемесячную государственную стипендию в 9 тысяч долларов.

## Семья

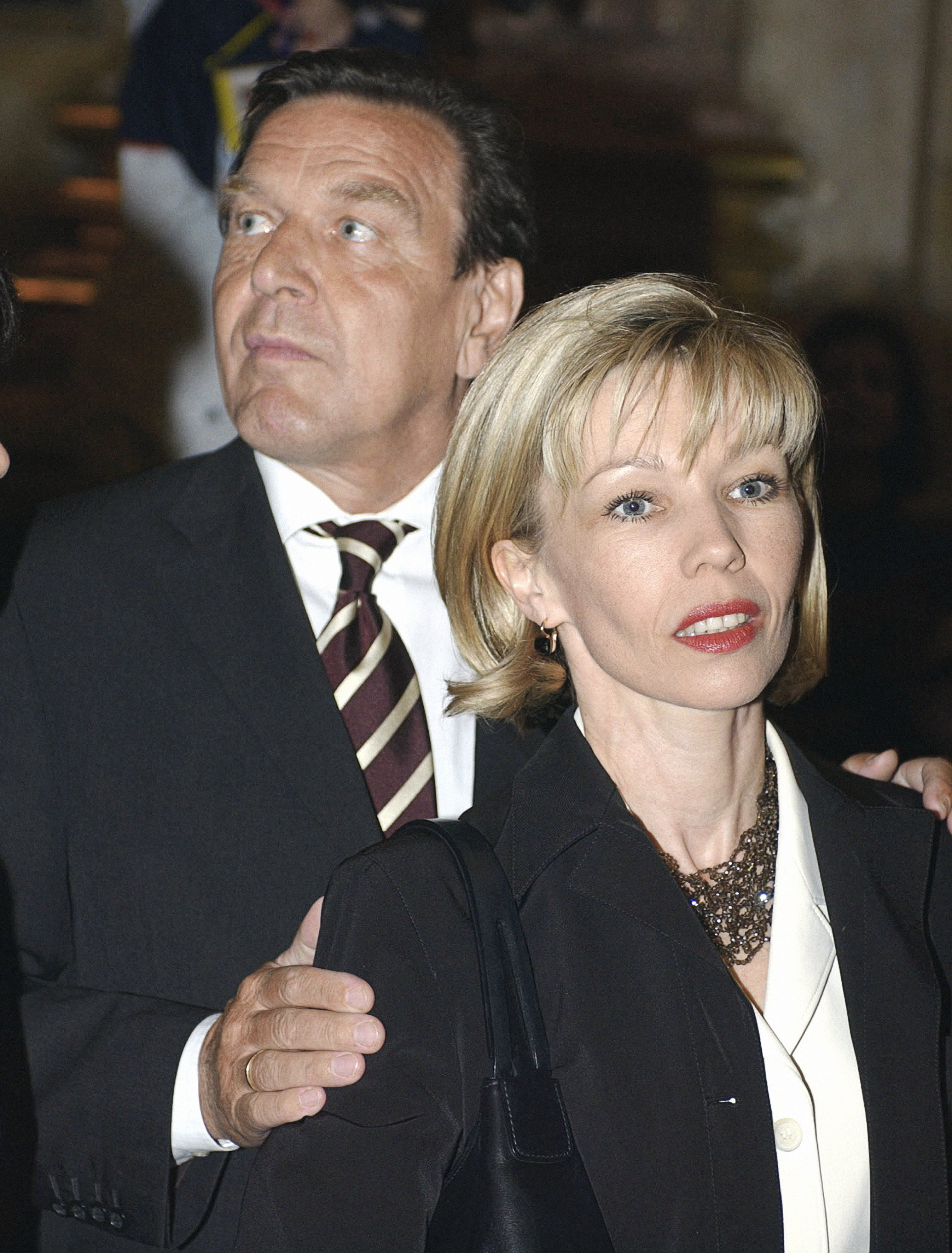
С супругой Дорис, 2003 год

Отец Шрёдера был призван в ряды вермахта в 1940 году. В конце 1943 года он побывал в краткосрочном отпуске дома, а в середине 1944 года получил письмо от своей жены Эрики о рождении сына Герхарда. 4 октября 1944 года Фриц Шрёдер погиб в Румынии. Отца Герхард Шрёдер не видел ни разу в жизни, но его фотографию в военной форме всегда держит на рабочем столе. 12 августа 2004 года, находясь в Румынии, он впервые посетил братскую могилу в трансильванской коммуне Чеану-Маре, где похоронен его отец. У Герхарда Шрёдера есть брат и три сестры: старшая сестра Гунхильда, брат Лотар, средняя сестра Хайдерозе, младшая Ильзе.
Изучает английский язык. Любит настольный теннис и джаз. Поклонник футбола.
Герхард Шрёдер состоял в браке пять раз, однако у него нет собственных детей. В 1968—1972 годах его женой была Ева Шубах, в 1972—1984 годах — Анна Ташенмахер, в 1984−1997 годах — Хильтруд Хампель, в 1997—2015 годах — Дорис Кёпф. 2 мая 2018 он женился на кореянке Ким Со Ён (род. 1969), профессиональной переводчице, с которой познакомился несколько лет назад.
В 2004 году Шрёдер и Кёпф удочерили трёхлетнюю девочку-сироту, взятую из детского дома в Санкт-Петербурге. В 2006 году семья Шрёдеров усыновила мальчика-сироту из того же детского дома. Дочь зовут Виктория, сына — Грегор. Адвокатам Шредера удалось через суд запретить журналисту Гюнтеру Хартвигу писать о семейной жизни канцлера.

## Критика
Неоднократно назывался экспертами и СМИ ярким примером «понимающего Путина».
Председатель комитета палаты представителей США по иностранным делам конгрессмен Том Лантос в 2007 году подверг резкой критике политику Герхарда Шрёдера и Жака Ширака, которые, в частности, в 2004 году отказали США в поддержке вторжения в Ирак.
Широкую информационную огласку получил инцидент, когда Лантос публично обвинил бывшего германского канцлера Герхарда Шрёдера в «политической проституции». Скандальное заявление прозвучало на открытии мемориала памяти жертвам коммунистических режимов в Вашингтоне.
Внутри своей партии Шредер подвергается гораздо более жёсткой критике за решение ограничить выплаты государственных пособий, нежели за связи с Россией после отставки. Критикуется социальная реформа «Харц IV» — создание новых рабочих мест за счет уменьшения социальных отчислений. Реформы урегулировали немецкую экономику, которая сегодня представляется крепкой и независимой, но ценой такой социальной политики, которую в свое время было трудно принять партии социал-демократов.

### СЕГ. Обвинения в коррупции
В начале сентября 2005 года в ходе визита российского президента Владимира Путина в Германию было подписано соглашение о строительстве Северо-Европейского газопровода (СЕГ) — газопровода между Россией и Германией по дну Балтийского моря.
Ожидалось, что новый газопровод может стать ключевым фактором, влияющим на политику в регионе. Страны Прибалтики, Польша и Белоруссия, однако, выступили против осуществления этого проекта. Так, президент Белоруссии Александр Лукашенко назвал строительство Северо-Европейского газопровода «самым дурацким проектом России».
В декабре 2005 года, после ухода Шрёдера с поста федерального канцлера ФРГ, было объявлено, что он возглавит комитет акционеров North European Gas Pipeline Company, компании-оператора Северо-Европейского газопровода. Зарплата составляла 270 тыс. долл. в год, комитет акционеров выполняет функции совета директоров, и в его функции входит «принятие всех стратегических решений по всем направлениям деятельности компании». Предложение о работе поступило в ночь на 9 декабря через 17 дней после ухода с поста канцлера, её по телефону предложил лично Владимир Путин.
Принятие им предложенной оплачиваемой должности в консорциуме, где доминирует «Газпром», вызвало критику общества и партий в Германии, негативную реакцию немецкой и зарубежной прессы. Критики указывали, что Шрёдер занял видный пост в компании-операторе СЕГ спустя всего пять месяцев, как правительство Шрёдера договорилось с Россией о строительстве этого газопровода. Лидер Свободной демократической партии Германии (FDP) Гидо Вестервелле обвинил Шрёдера в коррупции. Шрёдер добился судебного решения, запрещающего Вестервелле делать такого рода высказывания, которое было обжаловано последним; 3 апреля 2006 года Гамбургский земельный суд запретил Вестервелле повторять его обвинения о том, что экс-канцлер был лично заинтересован в проекте СЕГ.
Газета «Tagesspiegel» выразила мнение, что Шрёдер назначил досрочные выборы на сентябрь, чтобы успеть довести до конца проект СЕГ и обеспечить там себе выгодную должность. Соглашение о СЕГ было подписано всего за десять дней до выборов.
Кроме того, Шрёдера обвинили в том, что он собирается выступить в качестве прикрытия для легализации российских активов сомнительного происхождения — тем более, что примерно в это же время появились сообщения о намерении российских властей привлечь бывшего министра торговли США Дональда Эванса в качестве председателя совета директоров государственной нефтяной компании «Роснефть» перед планируемым размещением её акций среди иностранных инвесторов (последний отказался от предложения).
В середине декабря 2005 года вопрос о назначении Шрёдера был вынесен на обсуждение в бундестаге. Председатель фракции партии «зелёных» в бундестаге Фриц Кун обвинил Шрёдера в намерении «поддерживать управляемую демократию и ущербное демократическое общество в России».
20 декабря 2005 года канцлер Ангела Меркель в интервью газете «Frankfurter Allgemeine Zeitung» заявила, что не была в курсе готовящегося назначения до того, как об этом сообщили СМИ. По её мнению, это решение лежит вне политической сферы, однако оно может создать проблемы в отношениях Германии с Польшей и странами Прибалтики.
В газете «The Washington Post» решение Шрёдера было названо «политическим предательством».
После окончания строительства СЕГ, Шредер занялся лоббированием второго газопровода Nord Stream 2, который был утверждён в 2015 году.

## В культуре

### Телевидение
- Документальный фильм Лукаса Штратмана В отставке? История Герхарда Шрёдера (нем. Außer Dienst? Die Gerhard-Schröder-Story) (ARD, 2024)[40]

## Прочие сведения
В ряде СМИ появилось интервью с советником Федерального канцлера Германии по имиджу Сабиной Швинд фон Эгельштайн, из которого следовало, что Герхард Шрёдер относится к числу немногих политиков-мужчин (наряду с Рональдом Рейганом), которые красят волосы. После этого в СМИ развернулась дискуссия на эту тему. Шрёдер через суд (заседание которого продолжалось всего 10 минут, а сам Шрёдер на нём не присутствовал) добился запрета на распространение цитат из интервью, касающихся его волос, и пригрозил подать в суд на любого, кто заявит, что он их красит. После этого обсуждение его волос прекратилось.
В книге Михаила Зыгаря «Вся кремлёвская рать» приведён рассказ Михаила Саакашвили о том, как Владимир Путин, показывая Константиновский дворец гостям саммита СНГ и Петербургского экономического форума, «случайно» встречал Шрёдера в винном погребе дворца.
В марте 2022 года СДПГ приняла решение убрать имя Герхарда Шрёдера (занимал пост канцлера в 1998—2005 годах) из списка (около 30 имён) своих выдающихся членов.

## Награды
- Большой крест 1-й степени ордена «За заслуги перед Федеративной Республикой Германия» (30 июня 1999 года).
- Орден Белого орла (4 марта 2002 года, Польша)[источник не указан 1729 дней].
- Большой крест ордена Белого льва (2017, Чехия)[45].
- Кавалер большого креста ордена Почётного легиона (2 октября 2000 года, Франция)[46].
- Кавалер Большого креста ордена Изабеллы Католической (Испания).
- Большой крест ордена Звезды Румынии (2004, Румыния)[источник не указан 1729 дней].
- Орден Королевы Елены (2007, Хорватия)[47].
- Орден Заслуг (5 ноября 2001 года, Мальта).
- Большой Крест ордена Солнца Перу (Перу)[источник не указан 1729 дней].
- Орден Золотого орла (5 декабря 2003 года, Казахстан) — за значительный личный вклад в развитие казахстанско-германских отношений, содействие установлению взаимовыгодных политических, экономических и культурных связей между двумя государствами и их народами[48].
- Орден Золотого руна (28 марта 2000 года, Грузия) — за значительный вклад, внесённый в укрепление независимости Грузии, развитие связей между немецким и грузинским народами и особую поддержку Грузии в международных организациях[49].
- Орден Креста земли Марии 1-й степени (2 ноября 2000 года, Эстония)[50][источник не указан 1729 дней].